# Glaisher (Mondkrater)
Glaisher ist ein schüsselförmiger Einschlagkrater auf der Mondvorderseite im Bergland zwischen Palus Somni und Mare Crisium, westlich von Greaves und südwestlich von Yerkes.
| Buchstabe | Position           | Durchmesser | Link |
| --------- | ------------------ | ----------- | ---- |
| A         | 12,82° N, 50,68° O | 19 km       |      |
| B         | 12,3° N, 50,14° O  | 23 km       |      |
| E         | 12,59° N, 49,12° O | 20 km       |      |
| F         | 13,58° N, 49,86° O | 7 km        |      |
| G         | 12,4° N, 49,41° O  | 19 km       |      |
| H         | 13,7° N, 49,39° O  | 6 km        |      |
| L         | 13,4° N, 48,72° O  | 7 km        |      |
| M         | 13,08° N, 48,51° O | 5 km        |      |
| N         | 13,07° N, 47,56° O | 7 km        |      |
| V         | 11° N, 49,99° O    | 13 km       |      |
| W         | 12,66° N, 47,53° O | 50 km       |      |

Der Krater wurde 1935 von der IAU nach dem englischen Meteorologen und Aeronauten James Glaisher offiziell benannt.